# Z理论
Z理论（Theory Z）是由(Joha E. Megley)在1981年提出代表日本式管理的理论。
认为雇员需要被关怀、被信任，人际关系也是激励，要注重激励的长期效应。
Z理论强调：
1. 重视团队合作而非个人表现。
2. 公司期待员工是通才而不是专才，员工在各部门间轮调，以对公司的整体运作有更深和更广泛的了解。
3. 员工的升迁是缓慢而按部就班的。
4. 公司更注重与员工的长期雇佣关系。
5. 员工对公司有责任感。

X理论和Y理论体现了西方的管理原则，而Z理论则强调在组织管理中加入东方的人性化因素，体现出东西方文化和管理哲学的磨合与融合。